# 심경 (배우)
심경(Keong Sim, 1969년 1월 16일~)은 미국의 남자 배우이다. 그는 먼데이 모닝스 등의 작품에 등장하며 자신의 이름을 알렸다.
베트남 공화국에서 한국인 부모 사이에서 태어났지만 4살 때 미국으로 이주했다.